# Skovsøens Datter
Skovsøens Datter er en dansk stum dramafilm fra 1912 produceret af Kinografen og instrueret af Einar Zangenberg efter manuskript af Elna From.
Filmen havde dansk premiere den 11. november 1912 i Kinografens egen biograf på Frederiksberggade i København. Filmen blev i tysktalende lande vist som Die tochter des Waldsees, i engelsktalende lande som The Child of the Sylvian Lake og i fransktalende lande som La Fille du Lac.

## Handling
Denne artikel mangler et handlingsreferat. Hjælp os med at skrive det.

## Medvirkende
- Anton de Verdier som Kunstmaler
- Edith Buemann Psilander som Pigen
- Johanne Blom Fritz-Petersen som en fattig pige
- Peter Kjær som gartneren
- Elna From